# Louis Edward Gelineau
Louis Edward Gelineau (* 3. Mai 1928 in Burlington, Vermont; † 7. November 2024 in North Smithfield, Rhode Island) war ein US-amerikanischer römisch-katholischer Geistlicher und Bischof von Providence.

## Leben
Louis Edward Gelineau studierte an der St. Paul’s University in der kanadischen Hauptstadt Ottawa und empfing am 5. Juni 1953 die Priesterweihe für das Bistum Burlington. Nachdem er 1959 in kanonischem Recht promoviert wurde, verlieh ihm Papst Johannes XXIII. 1961 den Titel Kaplan Seiner Heiligkeit (Monsignore). Im selben Jahr wurde Gelineau Kanzler seines Heimatbistums Burlington, zu dessen Generalvikar er 1968 aufstieg.
Papst Paul VI. ernannte ihn am 6. Dezember 1971 zum Bischof von Providence. Der Bischof von Burlington, Robert Francis Joyce, weihte ihn am 26. Januar des nächsten Jahres zum Bischof; Mitkonsekratoren waren Bernard Joseph Flanagan, Bischof von Worcester, und Edward Cornelius O’Leary, Weihbischof in Portland.
Von seinem Amt trat er am 11. Juni 1997 zurück, blieb jedoch auch danach in der pastoralen Arbeit innerhalb der Diözese aktiv. Er war bis 2007 Kaplan der St. Antoine Residence in North Smithfield, Rhode Island, in der er seit 2014 im Ruhestand lebte. Hier starb er im November 2024 im Alter von 96 Jahren.